# Amikam Norkin
Aluf Amikam Norkin (hebreo: עמיקם נורקין; Beit She'arim, 20 de diciembre de 1966) es un general israelí, el comandante de la Fuerza Aérea Israelí. Antes de su selección para suceder a Amir Eshel como comandante de la IAF, se desempeñó como jefe de la Dirección de Planificación de las FDI.

## Biografía
Norkin nació en Beit She'arim de un olé (inmigrante) de origen judío-rumano. Fue reclutado en el Cuerpo de Blindados de las FDI en 1984 y se graduó de la La Academia de Vuelo de la Fuerza Aérea de Israe como piloto de combate en julio de 1987. 
En 1988, se unió al Escuadrón "Caballeros de la Cola Gemela" y se convirtió en el F-15 más joven en el mundo. A principios de los 90, voló la variante Kurnass 2000 del F-4 Phantom II desde Hatzerim y participó en bombardeos durante la Operación Responsabilidad. Unos años más tarde fue nombrado Primer Comandante de Escuadrón Adjunto del Escuadrón "Águila Dorada" y participó en la Operación Uvas de la Ira. Su siguiente puesto fue el de Jefe del Departamento de Operaciones de la IAF. 
Entre 1999 y 2002 fue comandante del escuadrón "Caballeros de la cola gemela". En 2003 fue elegido para integrar el nuevo avión F-16I de la IAF como Comandante del Escuadrón "Negev".
De 2009 a 2012 ahora General de Brigada, actuó como Comandante de la Base Aérea de Tel Nof y fue nombrado Jefe de la División de Entrenamiento y Doctrina de la IAF en 2012. 
En agosto de 2014 fue nombrado Jefe de Personal Aéreo de la IAF hasta junio de 2015, cuando fue ascendido al rango de Mayor General y fue nombrado Jefe de la Dirección de Planificación de las FDI.
El 10 de agosto de 2017 fue nombrado comandante de la IAF, en sustitución del general de división Amir Eshel.